# Прапор Бахмацького району
Пра́пор Ба́хмацького райо́ну затверджено рішенням Бахмацької районної ради від 22 липня 2004 року.

## Опис
Прапор — прямокутне полотнище зі співвідношенням сторін 2:3, розділене трьома рівновеликими кольоровими частинами: темно синьою, малиновою та зеленою. В лівій верхній частині на синьому тлі розміщені три золоті бджоли.